# Maximilian von Zeissl
Maximilian von Zeissl, Maximilian Edler von Zeissl,  (* 7. Juni 1853 in Wien; † 29. Januar 1925 ebenda) war ein österreichischer Mediziner (Dermatologie, Syphilis-Kunde, Krankheiten des Urogenitaltrakts, Geschlechtskrankheiten). Mit dem Adelsaufhebungsgesetz 1919 verlor er sein Adelsprädikat.

## Leben
Maximilian von Zeissl war der Sohn des Dermatologen Hermann von Zeissl und wurde auch von diesem ausgebildet. Er studierte an der Universität Wien, an der er 1878 promoviert wurde. Danach war er 1878 bis 1880 beim Chirurgen Johann von Dumreicher zur Ausbildung und 1880 bis 1882 erster Assistent von Eduard Albert. Zu seinen Lehrern gehörte auch Ernst Wilhelm von Brücke. 1882 bis 1884 war er Sekundararzt an der Klinik seines Vaters. 1883 habilitierte er sich für Dermatologie und Syphiliskunde an der Universität Wien und 1898 wurde er außerordentlicher Professor.
Er trug zu Albert Eulenburgs Real-Encyclopädie der gesammten Heilkunde bei mit Artikeln über Geschlechtskrankheiten.

## Schriften
- mit Hermann von Zeissl: Lehrbuch der Syphilis und der localen venerischen Krankheiten, 1882, 5. Auflage 1888
- Grundriss der Syphilis, 1884
- Ueber die Steine in der Harnröhre des Mannes, 1883
- Über Lues hereditaria, 1885